# N-Acetyltaurin
N-Acetyltaurin oder auch NAcT ist ein endogenes Stoffwechselprodukt. Die biochemische Bildung von N-Acetyltaurin basiert hauptsächlich auf einer Acetylierung von Taurin durch Acetat. Eine Erhöhung der endogenen N-Acetyltaurinkonzentration wurde nach dem Konsum von Alkohol sowie nach erhöhter sportlicher Aktivität (Ketoazidose) beobachtet.

## Geschichte
N-Acetyltaurin wurde erstmals 1990 als Bestandteil von Spinnweben erwähnt. Aufgrund der hohen Hygroskopie trägt N-Acetyltaurin erheblich zur Flexibilität von Spinnweben bei.
Als Stoffwechselprodukt von Alkohol wurde N-Acetyltaurin erstmals im Jahr 2012 auf Basis einer Studie mit Mäusen erwähnt. Eine weitere Studie, welche sich mit dem Zusammenhang von Ausdauertraining und der damit verbundenen Erhöhung der N-Acetyltaurinkonzentration beschäftigte folgte im Jahr 2015. Ein Jahr später erschien die erste Publikation, welche sich mit N-Acetyltaurin als Alkoholmarker im forensischen Kontext beschäftigte. Hierbei wurde auf Basis einer Trinkstudie die Erhöhung der N-Acetyltaurinkonzentration in menschlichem Urin untersucht. Im Jahr 2017 folgte eine Evaluation von N-Acetyltaurin in menschlichem Blut.

## Bedeutung als Alkoholkonsummarker
N-Acetyltaurin stellt einen direkten Alkoholmarker dar, welcher aus dem oxidativen Abbau von Alkohol entsteht. Bisher bekannte Alkoholmarker wie Fettsäureethylester, Ethylglucuronid, Ethylsulfat und Phosphatidylethanol widerspiegeln hauptsächlich den nicht oxidativen Abbau von Alkohol durch Konjugationsreaktionen (Biotransformation).
Die Tatsache, dass N-Acetyltaurin ein endogenes Stoffwechselprodukt darstellt, reduziert die Aussagekraft des Alkoholmarkers: Eine Unterscheidung zwischen endogenen Konzentrationen und alkoholinduzierten Konzentrationen ist nötig.
In einer Trinkstudie mit einer Ziel-Blutalkoholkonzentration von 0,8 ‰ wurde in Urin eine zehnfache Erhöhung des endogenen Wertes gefunden, in Blut lediglich eine Verdoppelung. Die große Differenzen zwischen den N-Acetyltaurinkonzentrationen in Blut und Urin lassen auf eine sehr effiziente Ausscheidung von N-Acetyltaurin über die Niere schließen.

## Analyse
N-Acetyltaurin kann mittels einer Kombination aus Hochleistungsflüssigkeitschromatographie und Massenspektrometrie (MS/MS) quantifiziert werden. Aufgrund der hohen Hydrophilie von N-Acetyltaurin eignet sich die hydrophile Interaktionschromatographie (HILIC) zur Separation des Analyten von Matrixbestandteilen.